# Means End
Means End é uma banda sueca de progressive metal e djent metal pertencente a cena djent. A banda é composta pelo vocalista Robert Luciani, ex-Vildhjarta, e pelo baterista Christian Schreil, ex-Uneven Structure.

## Membros

### Principais
- Robert Luciani - Vocal
- Rasmus Hemse - Baixo
- Christian Schreil - bateria
- Leonard Östlund - Guitarra

### Outros
- Leonard Östlund – Guitarra
- Andreas Grimell – Guitarra
- Henrik Gennert – Guitarra

## Discografia

### Álbuns de estúdio
- The Didact (2013)

### EPs
- Lim (f) ♫ → ∞ (2012)

## Bandas similares
- Vildhjarta
- TesseracT
- Uneven Structure